# Дангур, Рене
Рене Ребекка Дангур (англ. Renée Rebecca Dangoor, араб. رينيه دنكور‎; 29 декабря 1925, Шанхай — 9 июля 2008, Лондон) — мисс Ирак 1947 года, первая королева красоты в истории Ирака.
Родилась в еврейской семье, дочь врача Моше Дангура (1888—1962), внучка главного раввина Багдада Эзры Дангура. Выросла в Багдаде, 31 декабря 1946 года получила корону Мисс Багдад на городском конкурсе красоты, в сентябре 1947 года выиграла первый конкурс на звание мисс Ирак. Два месяца спустя вышла замуж за своего двоюродного брата Наима Дангура. В 1959 году покинула Ирак и провела оставшуюся жизнь в Великобритании, мать четверых детей.
Умерла от рака груди, после чего её муж пожертвовал более миллиона фунтов стерлингов на медицинские исследования в этой области.